# 青い紅玉
『青い紅玉』（あおいこうぎょく、The Adventure of the Blue Carbuncle）は、イギリスの小説家、アーサー・コナン・ドイルによる短編小説。シャーロック・ホームズシリーズの1つで、56ある短編小説のうち7番目に発表された作品である。
初出は「ストランド・マガジン」1892年1月号。同年発行の短編集『シャーロック・ホームズの冒険』 (The Adventures of Sherlock Holmes) に収録された。
訳者により「青いガーネット」「青い柘榴石」などの邦題も用いられる。

## あらすじ
年代は明記されていないが、ワトソンがホームズと同居していないことから、ワトソンが結婚中の1889年に起こった事件であるという説が研究家の中では有力である。
クリスマスから2日めの朝（upon the second morning after Christmas）である12月27日、コミッショネア（退役軍人。翻訳によっては「便利屋」「配達夫」とも）のピーターソンが、帽子とガチョウをホームズの元に届けてきた。
話を聞けば、ガチョウを担いで歩いていた紳士が、町のチンピラどもに絡まれていたので、助太刀に向かったところ、制服姿の巡査が来たと勘違いして双方とも逃げ去ったという。これらが喧嘩の現場に残されていたので、持ち帰ったのだそうだ。帽子には「H・B」のイニシャルが、ガチョウの左脚には「ヘンリー・ベイカー夫人へ」と書かれた札が付いていた。帽子はともかく、ガチョウは長く保管しておけないので、ホームズはピーターソンに返した。その帽子を見ていたホームズは、持ち主は知能が高く、今は落ちぶれているが3年前は裕福だった、と推測した。
やがて、ピーターソンが慌てて駆け込んできた。料理しようとしてガチョウの腹を裂いたら、その餌袋の中に、青い宝石が入っていたという。宝石を見たホームズは、新聞に毎日掲載されている記事のことを話した。それは、ある伯爵夫人がホテル滞在中に盗まれて、千ポンドの懸賞金が掛けられている「青いカーバンクル」のことだった。事件の内容はこうだ。伯爵夫人は、この宝石を宝石箱に入れて保管していた。ある日、部屋の暖炉が壊れたので、ホテルの客室係とともに修理工がやってきた。客室係が用事で呼ばれているあいだに、修理工は仕事を終えて帰った。そのあとで、空の宝石箱が見つかった。その修理工が容疑者として逮捕されたが、宝石を盗んだことは頑強に否定しているという。
ガチョウを運んでいたヘンリー・ベイカーが、事件の鍵を握っていると考えたホームズは、ロンドン中の新聞に、拾得物の持ち主を探す広告を出した。広告を見て、指定の日時にベイカー本人がやってきた。なぜ紛失物の広告を出さないのか、と問うホームズに対してベイカーは、以前は出しただろうが今は金がもったいないと話した。帽子と新しく買っておいたガチョウを渡してから、古いほうのガチョウの羽根や餌袋も残っているとホームズが言うと、ベイカーはそんなものはいらないと答えた。ベイカーが宝石窃盗と無関係なのは確実だった。ベイカーからガチョウの入手先を聞き、すぐにホームズとワトスンはその店を訪れた。その店は問屋からガチョウを買ったということなので、問屋も訪問した。そこの主人はひねくれ者で、なかなか仕入れ先を教えてくれなかったが、聞きたい情報を主人と論争した後に「賭け事」にするというホームズの機知でなんとか調べることができた。その問屋には、一人の男がガチョウの販売先を聞きに来ていた。ホームズが名前を尋ねると、その男は宝石が盗まれたホテルの、例の客室係ジェームズ・ライダーだった。どうやらこの男は、ガチョウが誰に売られたのかを調べているようだ。
ホームズたちは、ライダーを連れて下宿に戻った。ライダーが宝石を盗んだ犯人であるとホームズが指摘すると、あっさり罪を認めた。彼は、伯爵夫人の付き人の女から宝石のありかを聞き、窃盗の前科がある修理工に罪をなすりつけたのだった。修理工が帰ったあとで宝石を取り出し、付き人の女と口裏を合わせて盗まれたといっていた。宝石は身につけておくと調べられる恐れがあったので、ライダーは姉のところへ行き、そこで飼われていたガチョウのうちの1羽に飲み込ませたのだ。だが、どのガチョウに飲ませたのかが分からなくなり、ガチョウの販売先を探していたのだ。ライダーが行為を悔いて泣いているときに、ホームズは「出て行け」といった。ライダーは慌てて、部屋を飛び出した。ホームズは「彼はこれに懲りて、二度と悪さをしないだろう。刑務所に送れば常習犯になるかもしれない」といった。

## 青いカーバンクルの謎

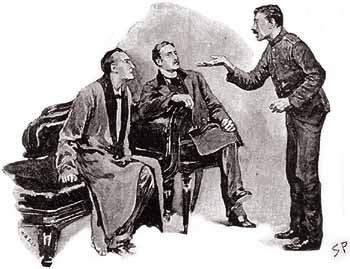
ホームズとワトソンに青い紅玉を示すピーターソン。（シドニー・パジェット画、「ストランド・マガジン」掲載時の挿絵）

原題「The Adventure of the Blue Carbuncle」のCarbuncle（カーバンクル）は、丸く研磨された赤い宝石のこと、もしくはガーネットを指す。ガーネットと呼ばれる宝石の中で、青色をしたものは当時発見されていなかったため、この宝石の正体を巡ってさまざまな説が出されている。ガーネットではなくスター・サファイアであるとする説、ホームズが「40グレーンの炭素の結晶」と説明したことなどからブルー・ダイヤモンドであるとする説、他の青色の鉱物をガーネットと称した・誤認したとする説、緑色のガーネットのことだとする説、青いガーネットが世界で1つだけ存在していたのだとする説などである。また、この青い宝石は中国のアモイ川（Amoy River）で発見されたと説明されるが、アモイという地名はあってもアモイ川は存在しないとする指摘や、宝石の質量の単位にカラットではなくグレーンを使っているのは誤りであるという指摘もある。
このように青いカーバンクルの謎に関してはさまざまな議論が行なわれてきたが、定説となっているものはなく、ドイルが何を想定していたのかは謎のままである。ちなみに、ピーターソンが「ガラスが簡単に切れる」と知らせていることから、カットされ角ばった硬度の高い宝石であることは間違いないが、ダイアモンドを使ってもガラスに傷はついても切れるわけではない。
タイトルを「青い紅玉」とする日本語訳に対しては、紅玉はルビーを指すので間違いであり、青い紅玉、という色の組み合わせもおかしいという指摘があるほか、近年では「青いガーネット」と訳されることが多い。1953年に新潮文庫から刊行された延原謙の翻訳では「青い紅玉」としていたが、嗣子の延原展により訳の修正が行なわれて改版となった際、「青いガーネット」に変更されている。2010年に創元推理文庫から刊行された深町眞理子の翻訳では、「青い柘榴石」が採用された。